# Zelenogradskij rajon
Lo Zelenogradskij rajon (in russo Зеленоградский район?) è un rajon dell'Oblast' di Kaliningrad, nella Russia europea; il capoluogo è Zelenogradsk.